# 聖卡塔琳娜縣
聖卡塔琳娜縣（葡萄牙語：Santa Catarina）是西非島國佛得角的22個縣之一，位於背風群島的聖地亞哥島，首府設於阿索馬達，面積243平方公里，主要經濟活動有農業、牧牛業和漁業，2010年人口48,535。